# Grand Prix automobile du Mexique 1991
GP précédent GP suivant
Le Grand Prix automobile du Mexique 1991 (Gran Premio de México), disputé le 16 juin 1991 sur l'Autódromo Hermanos Rodríguez de Mexico, est la 506e épreuve du championnat du monde de Formule 1 courue depuis 1950. Il s'agit de la quatorzième édition du Grand Prix du Mexique comptant pour le championnat du monde de Formule 1 courue sur le même circuit et de la sixième manche du championnat 1991.

## Classement
| Pos. | No | Pilote             | Écurie               | Tours | Temps/Abandon                      | Grille | Points |
| ---- | -- | ------------------ | -------------------- | ----- | ---------------------------------- | ------ | ------ |
| 1    | 6  | Riccardo Patrese   | Williams-Renault     | 67    | 1 h 29 min 52 s 205 (197,757 km/h) | 1      | 10     |
| 2    | 5  | Nigel Mansell      | Williams-Renault     | 67    | + 1 s 336                          | 2      | 6      |
| 3    | 1  | Ayrton Senna       | McLaren-Honda        | 67    | + 57 s 356                         | 3      | 4      |
| 4    | 33 | Andrea De Cesaris  | Jordan-Ford          | 66    | + 1 tour                           | 11     | 3      |
| 5    | 19 | Roberto Moreno     | Benetton-Ford        | 66    | + 1 tour                           | 9      | 2      |
| 6    | 29 | Éric Bernard       | Larrousse-Ford       | 66    | + 1 tour                           | 18     | 1      |
| 7    | 24 | Gianni Morbidelli  | Minardi-Ferrari      | 66    | + 1 tour                           | 23     |        |
| 8    | 25 | Thierry Boutsen    | Ligier-Lamborghini   | 65    | + 2 tours                          | 14     |        |
| 9    | 11 | Mika Häkkinen      | Lotus-Judd           | 65    | + 2 tours                          | 24     |        |
| 10   | 12 | Johnny Herbert     | Lotus-Judd           | 65    | + 2 tours                          | 25     |        |
| 11   | 4  | Stefano Modena     | Tyrrell-Honda        | 65    | + 2 tours                          | 8      |        |
| 12   | 3  | Satoru Nakajima    | Tyrrell-Honda        | 64    | + 3 tours                          | 13     |        |
| Abd. | 8  | Mark Blundell      | Brabham-Yamaha       | 54    | Moteur                             | 12     |        |
| Abd. | 32 | Bertrand Gachot    | Jordan-Ford          | 51    | Sortie de piste                    | 20     |        |
| Abd. | 30 | Aguri Suzuki       | Larrousse-Ford       | 48    | Sortie de piste                    | 19     |        |
| Abd. | 20 | Nelson Piquet      | Benetton-Ford        | 44    | Roue                               | 6      |        |
| Abd. | 28 | Jean Alesi         | Ferrari              | 42    | Embrayage                          | 4      |        |
| Abd. | 22 | Jyrki Järvilehto   | Scuderia Italia-Judd | 30    | Moteur                             | 16     |        |
| Abd. | 9  | Michele Alboreto   | Footwork-Porsche     | 24    | Pression d'huile                   | 26     |        |
| Abd. | 7  | Martin Brundle     | Brabham-Yamaha       | 20    | Perte d'une roue                   | 17     |        |
| Abd. | 16 | Ivan Capelli       | Leyton House-Ilmor   | 19    | Moteur                             | 22     |        |
| Abd. | 27 | Alain Prost        | Ferrari              | 16    | Alternateur                        | 7      |        |
| Abd. | 15 | Mauricio Gugelmin  | Leyton House-Ilmor   | 15    | Moteur                             | 21     |        |
| Abd. | 14 | Olivier Grouillard | Fondmetal-Ford       | 13    | Surchauffe                         | 10     |        |
| Abd. | 2  | Gerhard Berger     | McLaren-Honda        | 5     | Moteur                             | 5      |        |
| Abd. | 23 | Pierluigi Martini  | Minardi-Ferrari      | 4     | Accident                           | 15     |        |
| Nq.  | 26 | Érik Comas         | Ligier-Lamborghini   |       | Non qualifié                       |        |        |
| Nq.  | 17 | Gabriele Tarquini  | AGS-Ford             |       | Non qualifié                       |        |        |
| Nq.  | 10 | Stefan Johansson   | Footwork-Porsche     |       | Non qualifié                       |        |        |
| Nq.  | 18 | Fabrizio Barbazza  | AGS-Ford             |       | Non qualifié                       |        |        |
| Npq. | 35 | Eric van de Poele  | Modena-Lamborghini   |       | Non préqualifié                    |        |        |
| Npq. | 13 | Pedro Chaves       | Coloni-Ford          |       | Non préqualifié                    |        |        |
| Npq. | 21 | Emanuele Pirro     | Scuderia Italia-Judd |       | Non préqualifié                    |        |        |
| Ex.  | 34 | Nicola Larini      | Modena-Lamborghini   |       | Exclu                              |        |        |

## Pole position et record du tour
- Pole position : Riccardo Patrese en 1 min 16 s 696 (vitesse moyenne : 207,515 km/h).
- Meilleur tour en course : Nigel Mansell en 1 min 16 s 788 au 61e tour (vitesse moyenne : 207,267 km/h).

## Tours en tête
- Nigel Mansell : 14 (1-14)
- Riccardo Patrese : 53 (15-67)

## Statistiques
- 4e victoire pour Riccardo Patrese.
- 45e victoire pour Williams en tant que constructeur.
- 25e victoire pour Renault en tant que motoriste.
- 1er départ en Grand Prix de l'écurie Fondmetal après 5 non qualifications.
- Nicola Larini a été exclu du Grand Prix car son aileron arrière était trop haut.